# Sun Cu
Sun-Cu (kineski: 孫子; pinyin: Sūn Zǐ; engl. transliteracija: Sun Tzu, Sun Zi; 544. – 496. pr. Kr. ) kineski je mislilac, pisac i general, te Konfucijev suvremenik. Potječe iz naroda Či. Ime mu se izvorno izgovara Cun-ze.

## Umijeće ratovanja
Njegovo je najpoznatije djelo „Umijeće ratovanja” napisano je za vrijeme cara Ho Lua iz dinastije Wu. Original je napisan u trinaest poglavlja, i vjerojatno je najutjecajnija knjiga vojne misli uopće. U njoj na sažet i jezgrovit način opisuje što je rat, kako ga voditi, kako ga izbjeći, kako pobijediti i kako časno podnijeti poraz. To djelo je i filozofski pristup temi, ne samo pragmatični. U 10. stoljeću iz Japana dolaze misionari u Kinu gdje se susreću s tim djelom i u prijepisu i prevodu na japanski jezik odnose ga u svoju zemlju gdje je imalo golemog utjecaja na stvaranje nove filozofije ratovanja i stvaranje Bušido-kodeksa, filozofske potke samurajskog načina života.
Sun-Cu bio je savjetnik na dvorovima kineskih careva i značajno je utjecao na filozofsku misao cijele kineske kulture.
Jedini je preživjeli izvor informacija o životu Sun-Cua biografija, koju je napisao povjesničar Sima Kvijan u 2. stoljeću pr. Kr.

## Citati
- Upoznaj neprijatelja da bi ga pobijedio.
- Pobijediti bez borbe jest najbolje.
- Planiraj ono što je teško dok je još lako, čini ono što je veliko dok je malo. Najteže stvari na svijetu moraju biti načinjene dok su još lake, najveće stvari na svijetu moraju biti načinjene dok su još male. Iz tog razloga mudraci nikada ne čine ono što je veliko i to je razlog zašto oni tu veličinu mogu postići.
- Duboko znanje jest biti svjestan smetnji prije smetnji, biti svjestan opasnosti prije opasnosti, biti svjestan razaranja prije razaranja, biti svjestan nesreće prije nesreće. Snažna akcija jest treniranje tijela bez opterećenosti tijelom, vježbanje uma bez korištenja umom, radeći u svijetu, a da se ne bude pogođen svijetom, provodeći zadatke, a da se ne bude zatrpan zadacima.
- Dubokim znanjem načela, nered se može pretvoriti u red, promijeniti opasnost u sigurnost, promijeniti razaranje u preživljavanje, promijeniti nesreću u sreću. Snažnom akcijom u skladu s Putom, može se privesti tijelo u područje dugovječnosti, dovesti um u sferu misterije, dovesti svijet do velikog mira i privesti zadatke do velikog ispunjenja.

## Vanjske poveznice
- | Logotip Zajedničkog poslužitelja | Zajednički poslužitelj ima stranicu o temi Sun Cu |

- „Umijeće ratovanja” (engl. jezik)
- „Umijeće ratovanja” (kineski jezik)